# الوارفة
الوارفة رواية للكاتبة السعودية أميمة الخميس. صدرت الرواية لأوّل مرة عام 2008 عن دار المدى للنشر والتوزيع في دمشق. ودخلت في القائمة الطويلة للجائزة العالمية للرواية العربية لعام 2010، المعروفة باسم «جائزة بوكر العربية».

## حول الرواية
في رواية «الوارفة» تسمح الكاتبة «أميمة الخميس» لـ«جوهرة» بطلتها السيطرة على سرد الرواية تعويضًا لقيود المجتمع على الكاتبة. تعمل «جوهرة» في مستشفى في مركز الرياض حيث تتعرّف على «أدريان» زميتلها الأوروبّية التي تفتح لها عالمًا جديداً بقصصها. كأنّها لا تستطيع العيش إلا من خلال حياة «الآخر» ولو كان هذا الآخر طبيبًا التقت به في تورونتو. سرد الرواية نسيج بين حياتها الشخصية مثل علاقتها بالعائلة في البيت وبيئة العمل المختلفة تمامًا وأهمّها أحلام اليقظة التي تعيش خلالها «جوهرة» حياة مزدوجة.